# Nesticodes
Nesticodes is een monotypisch geslacht van spinnen uit de  familie van de Theridiidae (kogelspinnen).

## Soort
- Nesticodes rufipes Lucas, 1846